# Niki Volos FC
El PAE Niki Volou es un club de fútbol griego de la ciudad de Volos. Fue fundado en 1924 y juega en la Segunda Superliga de Grecia.

## Palmarés
- Football League (2): 1960–61, 2013–14
- Football League 2 (2): 1975–76, 1995–96
- Delta Ethniki (2):: 1992–93, 2001–02

## Entrenadores
- Ettore Trevisan (1961-1963)
- Kleanthis Vikelidis (1963-1964)
- Ivan Jovanović (2001-2002)
- Stavros Diamantopoulos (2006-2007)
- Stelios Manolas (2012-2013)
- Luciano (2013-2014)
- Wiljan Vloet (2014)
- Sven Vandenbroeck (2014)
- Panagiotis Tzanavaras (2014)